# Folke von Heideken
Karl Folke von Heideken, född 18 juli 1906 i Östersund, död 22 oktober 2002 i Sundsvall, var en svensk skogsdirektör.
Efter studentexamen i Stockholm 1925 och examen från Skogshögskolans jägmästarkurs  1930 anställdes von Heideken vid Munksunds AB, där han blev skogschef 1941. Han blev skogschef vid Kramfors AB 1951, vid SCA:s mellersta skogschefsdistrikt 1954–64, biträdande skogsdirektör vid SCA 1964 och var skogsdirektör där 1966–71. Han invaldes som ledamot av Ingenjörsvetenskapsakademien 1956 och av Skogs- och Lantbruksakademien 1957.